# Requiem dla mordercy

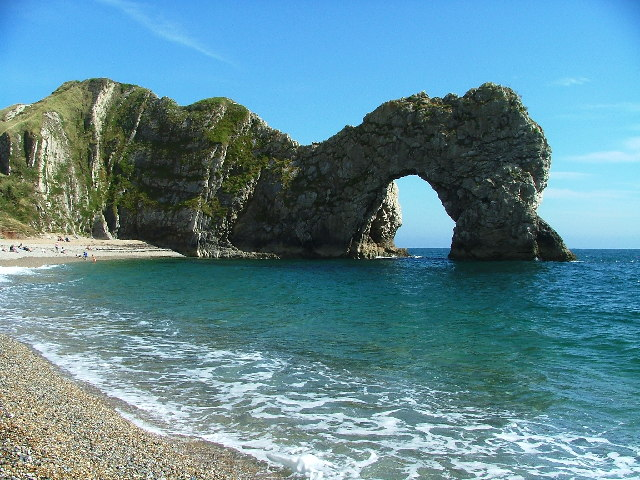
Klify Durdle Door – tutaj wszystko się zaczęło

Requiem dla mordercy (ang. Requiem Mass) – powieść kryminalna z 1998, autorstwa brytyjskiej pisarki Elizabeth Corley, wiceprzewodniczącej Crime Writers Association. Jej polskie wydanie ukazało się w 2010 nakładem wydawnictwa Zysk i S-ka w tłumaczeniu Anny Hikiert.

## Fabuła
Akcja powieści rozgrywa się współcześnie do napisania utworu oraz równolegle w czerwcu 1980, kiedy to pięć przyjaciółek szkolnych (Carol, Octavia, Deborah, Leslie i Kate) wybrało się na wycieczkę klasową na klify Durdle Door w Dorset. Carol nie wróciła z tej wyprawy żywa - spadła z jednego z urwisk do morza. Przyczyna zdarzenie nie została wówczas wykryta i o sprawie zapomniano. Dwadzieścia lat później ginie jednak Deborah i Kate. Wszystko wskazuje na to, że komuś zależy na unicestwieniu wszystkich przyjaciółek z dawnej grupy szkolnej. Śledztwo, nie bez trudności z góry, prowadzi bezkompromisowy nadkomisarz Andrew Fenwick (szczupły, około 40 lat, z głębokimi bruzdami na twarzy), a pomaga mu zwalisty sierżant Cooper. Na jaw wychodzą tajemnice elitarnej szkoły Downside. W jej 75 rocznicę założenia wystąpić na scenie ma Octavia - obecnie wybitna śpiewaczka operowa. Fenwicka obserwujemy zarówno jako ojca mającego problemy z przystosowaniem się do życia po śmierci ukochanej żony jak i odważnego i otwarcie myślącego policjanta.
Motywem przewodnim powieści jest Requiem Giuseppe Verdiego.